# Phyllanthus macphersonii
Phyllanthus macphersonii är en emblikaväxtart som beskrevs av Maurice Schmid. Phyllanthus macphersonii ingår i släktet Phyllanthus och familjen emblikaväxter. Inga underarter finns listade i Catalogue of Life.